# العلاقات التشيلية السيشلية
العلاقات التشيلية السيشلية هي العلاقات الثنائية التي تجمع بين تشيلي وسيشل.

## مقارنة بين البلدين
هذه مقارنة عامة ومرجعية للدولتين:
| وجه المقارنة                                              | تشيلي                         | سيشل                                                |
| --------------------------------------------------------- | ----------------------------- | --------------------------------------------------- |
| المساحة (كم2)                                             | 756.10 ألف                    | 459                                                 |
| عدد السكان (نسمة)                                         | 17.37 مليون                   | 95.84 ألف                                           |
| الكثافة السكانية (ن./كم²)                                 | 22.97                         | 20.88 ألف                                           |
| العاصمة                                                   | سانتياغو                      | فيكتوريا                                            |
| اللغة الرسمية                                             | اللغة الإسبانية               | لغة فرنسية، لغة إنجليزية، اللغة الكريولية السيشيلية |
| العملة                                                    | بيزو تشيلي، وحدة حساب تشيلية ‏ | روبية سيشلية                                        |
| الناتج المحلي الإجمالي (بليون دولار)                      | 277.08 مليار                  | 1.49 مليار                                          |
| الناتج المحلي الإجمالي (تعادل القوة الشرائية) بليون دولار | 419.39 مليار                  | 2.54 مليار                                          |
| الناتج المحلي الإجمالي الاسمي للفرد دولار أمريكي          | 13.42 ألف                     | 15.48 ألف                                           |
| الناتج المحلي الإجمالي للفرد دولار أمريكي                 | 22.07 ألف                     | 26.42 ألف                                           |
| مؤشر التنمية البشرية                                      | 0.832                         | 0.772                                               |
| رمز المكالمات الدولي                                      | +56                           | +248                                                |
| رمز الإنترنت                                              | .cl                           | .sc                                                 |
| المنطقة الزمنية                                           | 00، 00، 00، 00                | ت ع م+04:00                                         |

## منظمات دولية مشتركة
يشترك البلدان في عضوية مجموعة من المنظمات الدولية، منها:
| علم المنظمة | اسم المنظمة                               | تاريخ انضمام تشيلي | تاريخ انضمام سيشل |
| ----------- | ----------------------------------------- | ------------------ | ----------------- |
|             | يونسكو                                    | 7 يوليو 1953       | 18 أكتوبر 1976    |
|             | وكالة ضمان الاستثمار متعدد الأطراف        | 12 أبريل 1988      | 15 سبتمبر 1992    |
|             | الأمم المتحدة                             | 24 أكتوبر 1945     | 21 سبتمبر 1976    |
|             | الفريق المعني برصد الأرض                  | ?                  | ?                 |
|             | الاتحاد البريدي العالمي                   | ?                  | ?                 |
|             | البنك الدولي للإنشاء والتعمير             | 31 ديسمبر 1945     | 29 سبتمبر 1980    |
|             | الاتحاد الدولي للاتصالات                  | 1908               | 17 سبتمبر 1999    |
|             | منظمة حظر الأسلحة الكيميائية              | ?                  | 29 أبريل 1997     |
|             | مؤسسة التمويل الدولية                     | 15 أبريل 1957      | 11 يونيو 1981     |
|             | المركز الدولي لتسوية المنازعات الاستشارية | 24 أكتوبر 1991     | 19 أبريل 1978     |
|             | منظمة الشرطة الجنائية الدولية             | ?                  | 1 سبتمبر 1977     |

## وصلات خارجية
- موقع وزارة الخارجية التشيلية
- موقع وزارة الخارجية السيشلية